# Angela Hanka
Angela Hanka (* 13. Mai 1891 in Wien; † 1. Februar 1963 ebenda) war eine österreichische Eiskunstläuferin, die im Einzellauf startete. 
Sie wurde bei der Weltmeisterschaft 1914 in St. Moritz Vize-Weltmeisterin hinter Opika von Méray Horváth und vor Phyllis Johnson. Es blieb ihr einziger Auftritt bei einem großen Turnier. Später wurde Angela Hanka Eiskunstlauftrainerin. Einer ihrer Schützlinge war die Europameisterin von 1949, Eva Pawlik, die auch bei Edi Scholdan und Rudolf Kutzer trainierte. Sie wurde am Wiener Zentralfriedhof bestattet.

## Ergebnisse
| Wettbewerb / Jahr   | 1914 |
| ------------------- | ---- |
| Weltmeisterschaften | 2.   |